# William Frankfather
Billy Joe Frankfather (Kermit, 4 agosto 1944 – Los Angeles, 28 dicembre 1998) è stato un attore statunitense.
Nel 1967 ha sposato Elizabeth Ann Leckliter con cui ha avuto un figlio, Richard, e con la quale rimase fino alla morte.
È morto nel 1998, a 54 anni, per un'emorragia interna provocata da una malattia al fegato.

## Filmografia parziale
- La morte ti fa bella (Death Becomes Her), regia di Robert Zemeckis (1992)
- Amarsi (When a Man Loves a Woman), regia di Luis Mandoki (1994)
- Un topolino sotto sfratto (Mouse Hunt), regia di Gore Verbinski (1997)

### Televisione
- Ai confini della realtà (The Twilight Zone) - serie TV (1987)
- Autostop per il cielo (Highway to Heaven) - serie TV, episodio 3x19 (1987)
- Star Trek: Deep Space Nine - serie TV, episodi 3x01-3x02 (1994)